# Gondola
Góndola je ozek in dolg čoln, z visokim premcem in krmo. Znane so po uporabi v kanalih Benetk.
V Benetkah gondolo po navadi z dolgimi vesli poganjata eden ali dva veslača stoječa na krmi. Potniška izvedba gondole ima pogosto majhno odprto kabino, ki ščiti potnike pred soncem ali dežjem. Včasih je bilo z zakonom določeno, da morajo biti gondole pobarvane črno, dandanes je to del tradicije.